# Martín Miguel Ríos
Martín Miguel Ríos (7 de julio de 1978) es un deportista argentino que compitió en judo.
Ganó una medalla en los Juegos Panamericanos de 1999 y dos medallas en el Campeonato Panamericano de Judo en los años 1997 y 1998. Participó en los Juegos Olímpicos de Sídney 2000, donde fue eliminado en la primera ronda de la categoría de –66 kg.

## Palmarés internacional
| Juegos Panamericanos    | Juegos Panamericanos            | Juegos Panamericanos | Juegos Panamericanos |
| Año                     | Lugar                           | Medalla              | Categoría            |
| ----------------------- | ------------------------------- | -------------------- | -------------------- |
| 1999                    | Winnipeg (Canadá)               | Medalla de oro       | –66 kg               |
| Campeonato Panamericano |                                 |                      |                      |
| Año                     | Lugar                           | Medalla              | Categoría            |
| 1997                    | Guadalajara (México)            | Medalla de plata     | –65 kg               |
| 1998                    | Santo Domingo (Rep. Dominicana) | Medalla de bronce    | –66 kg               |